# Ампелменхен
Ампелменхен (нем. Ampelmännchen, дословно „мали човек са семафора”) је симбол који се приказује на семафорима за пешаке, првобитно у Источној Немачкој (ДДР). Пре поновног уједињења Немачке 1990. године, две немачке државе имале су различите симболе на семафорима; Западна Немачка је користила генерички људски лик, док је Источна Немачка имала овај карактеристичан, углавном „мушки” лик који носи шешир. Ампелменхен је постао омиљени симбол у бившој Источној Немачкој и стекао је култни статус након пада Берлинског зида, поставши и популаран сувенир.

## Концепт и дизајн
Источноберлинског Ампелменхена креирао је 1961. године саобраћајни психолог Карл Пеглау, по налогу Министарства саобраћаја ДДР. Пеглауов циљ био је да смањи ризик од незгода услед растућег друмског саобраћаја и да створи семафорске симболе који би били јаснији и привлачнији пешацима, посебно деци, старијим особама и особама са оштећењем вида за боје, комбинујући препознатљив облик са бојом. Желео је да симболи изазову емоционалну реакцију и пруже осећај „удобности и људске топлине”.
Дизајн је укључивао црвену фигуру раширених руку која симболизује „стоп” и динамичну зелену фигуру која корача, сигнализирајући „крени”. Карактеристичан детаљ био је шешир, који је, према Пеглауу, настао случајно током финалног цртања и замало био одбачен као „малограђански капиталистички симбол”, али је на крају задржан. Први Ампелменхен семафори постављени су у Берлину 1969. године, иако је први званични предлог представљен 1961. године. Фигуре су брзо стекле популарност и постале део дечијих емисија о саобраћајном образовању, попут анимираних прича у оквиру популарне емисије Сандменхен (Sandmännchen).

## Историја након поновног уједињења
Након уједињења Немачке 1990. године, постојали су планови да се источнонемачки Ампелменхен замени стандардним западнонемачким симболима, који су били апстрактнији. Ово је изазвало талас носталгије за симболима Источне Немачке, познат као Осталгија, и покренуло јавни покрет за очување Ампелменхена као дела источнонемачког идентитета и културе. Графички дизајнер Маркус Хекхаузен из Тибингена препознао је културни значај и потенцијал Ампелменхена и 1996. године почео је да производи лампе од демонтираних семафорских стакала, што је значајно допринело популарности покрета „Спасимо Ампелменхена”.
Захваљујући овим напорима, Ампелменхен не само да је задржан на улицама Источног Берлина и других источнонемачких градова, већ је касније уведен и у неким западним деловима Берлина и другим западнонемачким градовима. Неки званичници су тврдили да су источнонемачки симболи уочљивији и да људи боље реагују на њих. Данас је Ампелменхен успешан бренд, а производи са његовим ликом, попут мајица, шоља и слаткиша, популарни су сувенири, нарочито у Берлину.

## Варијације
Поред стандардног мушког Ампелменхена, 1997. године појавила се и женска верзија, Ампелфрау (нем. Ampelfrau), са плетеницама и сукњом, која је инсталирана на неким семафорима у градовима као што су Цвикау, Дрезден и Фирстенвалде. Такође, неки градови су увели јединствене варијације, попут Ерфурта где Ампелменхен носи ранац или Дортмунда где носи фудбалску лопту. У Бечу су 2015. године, поводом Песме Евровизије и Лајф Бала, неки семафори приказивали истополне и хетеросексуалне парове који се држе за руке или грле.